# Nausonce
Die Nausonce (auf einem kurzen Mittelabschnitt auch Soufre genannt) ist ein kleiner Fluss in Frankreich, der im Département Meuse in der Region Grand Est verläuft. Sie entspringt im Gemeindegebiet von Les Hauts-de-Chée, entwässert generell in westlicher Richtung und mündet nach rund 18 Kilometern an der Gemeindegrenze von Revigny-sur-Ornain und Brabant-le-Roi als linker Nebenfluss in die Chée.

## Orte am Fluss
(Reihenfolge in Fließrichtung)
- Sainte-Hoïlde, Gemeinde Val-d’Ornain
- Gros Terme, Gemeinde Laimont
- Villers-aux-Vents
- Brabant-le-Roi
- Revigny-sur-Ornain